# Wolfgang Liebhart

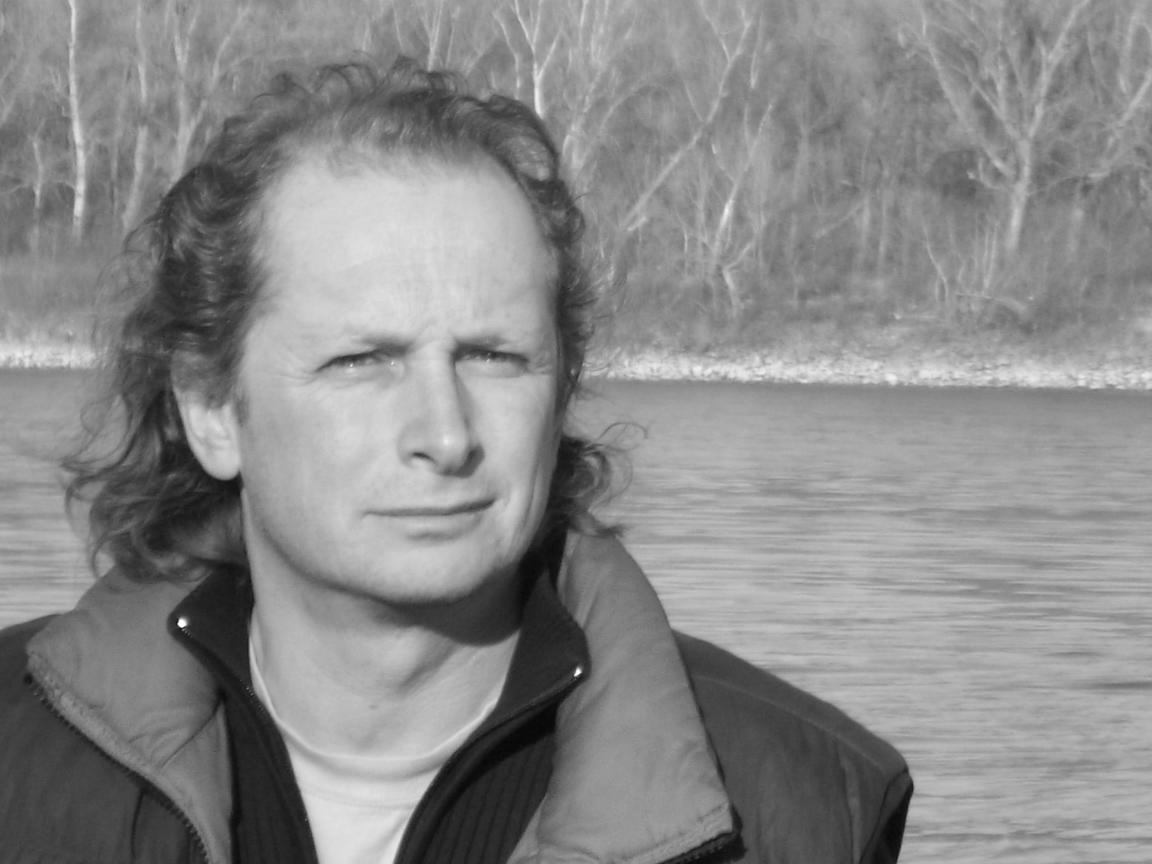
Wolfgang Liebhart (2005)

Wolfgang Liebhart (* 11. Dezember 1958 in Klagenfurt, Kärnten) ist ein österreichischer Komponist und Musikpädagoge.

## Leben
Wolfgang Liebhart erhielt seinen ersten Violin- und Theorieunterricht am Konservatorium in Klagenfurt. In Wien studierte er zuerst Musiktheorie bei Thomas Christian David, dann Komposition bei Francis Burt. Sein Kompositionsdiplom absolvierte er mit Auszeichnung. Im Studienjahr 1991/92 absolvierte Liebhart an der University of Sussex in England ein postgraduales Kompositionsstudium bei Jonathan Harvey. Das abschließende „MA-Degree“ erlangte er ebenfalls mit Auszeichnung.
1994 erhielt Liebhart ein „Auslandsstipendium“ und verbrachte sechs Monate in Rom. Hier freundete er sich mit dem italienischen Komponisten Luca Lombardi an. Seit 1992 lebt Liebhart in Wien als freischaffender Musiker und Komponist. Er ist Vater zweier Kinder: Igor Gross (* 1985) und Jacob Eichberger (* 1998). Im Jahre 2002 übernahm er eine Kompositionsklasse an der Konservatorium Wien Privatuniversität, die er bis zu seiner Verrentung 2024 innehatte.
In seinem kompositorischen Werk ist Liebhart zu den Repräsentanten der Neuen Musik zu zählen. Außer den großen musiktheoretischen Strömungen beeinflussten Jazz, Elektronic vor allem aber auch asiatische Folklore seinen Kompositionsstil. Wolfgang Liebhart hat bisher Kammermusikwerke (insbesondere 3 Streichquartette), Ensemble- und Sololiteratur geschaffen. Für Großes Orchester schrieb er u. a. das Werk Orchester im Auftrag für das RSO Wien. Darüber hinaus entstanden einige Vokalwerke, Chorwerke sowie Stücke für Zither, Akkordeon und Schlagwerk.

## Preise und Stipendien
- 1990: Förderungspreis für Musik des Landes Kärnten
- 1991: Staatsstipendium des BMfUK
- 1992 und 1995: Arbeitsstipendien der Stadt Wien
- 1993: Auslandsstipendium des BMfWK
- 1997: Landesstipendium des Landes Kärnten
- 2007: Würdigungspreis des Landes Kärnten

## Werke (Auswahl)
Chor- und Vokalmusik:
- missa ’76 (revidiert 2001)
- und hans arp sprach (Text: Hans Arp), 1985
- pure light für 8-stimmig. Gem. Chor, Perc. Und Flügelhorn(Text: Hamid Sadr/Michael Cerha), 1992
- Szenario III (… wie ein schwarzes Band mit Gold bestickt …) für Kammerorchester und Kinderchor, 1999
- an den gläsernen horizont für Männer-Vokalensemble (Text: Bernhard Kraut), 2007
- two comments on “go, crystal tears” (J. DOWLAND) für 5-stimmiges Vokalensemble, 2009

Kammermusik:
- Streichquartett I, 1987
- Streichquartett II, 1993
- Streichquartett III mit obligater Guzheng, 2007/09
- elocucione für Flöte, Viola und Harfe, 1995
- extreme ends für Saxophon-Quartett, 1996
- volo notturno für Klaviertrio, 1997
- 3 kurze Stücke für Streichquartett, 1997
- Klavierstücke I–IV, 1999
- 3 Wiener Weisen: Der Katzenjammer, Altwiener Tanz, Reichenauer Tanz, 2002
- du für Sopran solo und kleines Ensemble, 2009
- strictly monochrome für 4 Perkussionisten, 2009
- response für Bassetthorn, Bassklarinette und Piano, 2009

Ensemble:
- manhattan graffiti für 12 Bläser und 4 Schlagzeuger, 1993
- orpheus-paraphrasen für Ensemble und Mezzosopran (Text: Julian Schutting), 1995
- chamber music, 1995
- frozen landscapes, 1997
- ci(s)ré I–IV, 2001–2008
- mellow tints für Ensemble und Elektronik, 2009

Orchester:
- dilatation für großes Orchester (Text: James Joyce), 1988/89
- anima für Streichorchester, 7 Pauken und Tonband, 1991
- Walzer für großes Orchester, 1996
- Orchester für großes Orchester, 1997
- chamber music II für Kammerorchester, 2003
- trans II für Piano solo u. Bläserphilharmonie, 2003
- Pre(c)lude Miniatur für großes Orchester, 2009

Musiktheater:
- Himmel&Hölle (Musiktheater für Kinder), 2003
- Sarastros Traum von der Zauberflöte (Bearb. nach W.A. Mozart), 2005

## Aufführungen (Auswahl)
1977 
- Missa, ORF Produktion

1981
- Schlechte Zeit für …, ÖGZM Konzert

1983
- Das Häschen, Kärntner Landessingen

1984
- 5 Stücke für Holzbläser u. obligates Schlagzeug, ÖGZM Konzert

1985
- Und Hans Arp sprach, ORF Wien – großer Sendesaal
- Trio

1988
- Remember Me, Lange Nacht der NEUEN KLÄNGE 89

1989
- Schafscheren, Beschallung KÜNSTLERHAUS Klagenfurt (mit Armin Guerino)

1990
- Concertino, ÖGZM Konzert

1991
- Streichquartett I, Antares Quartett Wien
- Fanfare, Heilpädagogischer Kongreß Wien

1992
- Tavern Song, Gardener Center, Brighton/England
- Streichquartett I, Koehne Quartett – CD-Produktion
- Anima, RSO Wien Produktion

1993
- Manhattan Graffiti, HÖRGÄNGE Festival – KH Wien

1994
- Streichquartett II, Koehne Quartett, HÖRGÄNGE KH – Wien
- Dilatation, RSO Wien/Dir.: Arturo Tamayo, HÖRGÄNGE KH – Wien
- 3 Moritaten und Liebeslieder (Texte von Ana Maria Botelho und Peter Turrini), Österr. Kulturinstitut Rom und Carinthischer Sommer – Ossiach

1995
- Orpheus Paraphrasen (Text: Julian Schutting), ORF – Großer Sendesaal
- elocucione für Flöte, Bratsche u. Harfe, „trio mélisande“ – Stadtinitiative
- Chamber Music, Wien Modern

1996
- Extreme Ends, HÖRGÄNGE KH – Wien
- Fare Un Cenno Col Capo, ÖGZM Konzert

1997
- Walzer, Kulturzentrum Perchtoldsdorf
- Volo Notturno, St.Petersburg
- Frozen Landscapes, HÖRGÄNGE KH, Wien
- Orchester, RSO Wien/Dir.: Davis – Musikprotokoll Graz
- Personale mit 4 meiner Kompositionen im Rahmen der Haydn Festspiele – Eisenstadt
- 3 kurze Stücke für Streichquartett, Koehne Quartett – Galerie Neumarkt/Raab
- Chamber Music, Ensemble Creativ – Kulturzentrum Klagenfurt

1998
- 3 kurze Stücke für Streichquartett, Koehne Quartett – Porgy & Bess Wien und Festspielhaus St. Pölten
- Szenario II, Klagenfurt; Laibach
- Anfang, Ensemble Creativ – Klagenfurt

1999
- Szenario I, Linz Kunst – Brucknerhaus Linz
- Orpheus-Paraphrasen, Ensemble 20. Jahrhundert
- Schema I, Koehne Quartett, Echoraum

2000
- Szenario III, Ensemble Kontrapunkte, Dir.: Peter Keuschnig, UA Wiener Musikverein
- Gilles de Rais, Multimedia Projekt mit Klaus Karlbauer, UA Nov. Wien
- structures of blurred timbres, Ensemble Sonor, UA Baku, Aserbaidschan

2001
- Walzer, Lublin (Polen; CD-Produktion gemeinsam mit Dieter Kaufmann und Bernhard Lang)
- volo notturno, Bregenzer Festspiele und Karajancenter Wien

2002
- Dilatation (Fassung für kleines Orchester), Wiener Kammersymphoniker / Dir.: Ernst Theis, UA Brucknerhaus Linz
- Konzert für Klavier und Bläser, UA 2003 Festival Ljubljana
- composer in residence (Begegnungen Salzburg/Dir.: G. Zechberger)

2003
- Himmel&Hölle, Musiktheater für Kinder, UA Carinthischer Sommer Villach
- trans, Konzert für Klavier, Bläser, Schlagzeug, CD-Produktion Sofia

2004
- chamber music II, Sinfonietta Baden, Warschau

2005
- trans II, Konzert für Klavier, Bläser, Schlagzeug, UA Schladming, Solist: Erwin Kropfitsch
- Sarastros Traum von der Zauberflöte (nach W.A. Mozart’s Zauberflöte), instrum. und bearbeitet für 11 Musiker, Buch: Gabriel Barylli, UA Dez. Kammeroper Wien

2006
- ci(s)ré II, Drau/Drava-Projekt der ignm, UA Toblach/Italien + 7 weitere Aufführ.
- ci(s)ré III, Auftrag des „Ensemble 20. Jht.“, UA ACF New York

2007
- an den gläsernen Horizont, Ensemble schnittpunkt voca, UA Aug. CS Ossiach
- Streichquartett 3, Hibiki Quartett, UA Theater Trafo Budapest

2008
- ci(s)ré IV, ensemble on line, UA Okt., echoraum, Wien

2009
- strictly monochrome, für 4 Schlagzeuger, UA April, brick5, Wien
- pre(c)lude, RSO Wien/Dir.: W. Liebhart, UA/Produktion Dez, RKH Wien
- response, Bärmann Trio, UA Dez., hr2 Sendesaal, Frankfurt/Main
- mellow tints, UA Dez., 3raum, Wien

2010
- Andong Prelude, Andong Music Festival, Südkorea
- Portrait-Konzert, Carinthischer Sommer Villach

2012
- Edenarabeske, erste Oper von Wolfgang Liebhart

## Diskografie (Auswahl)
- Neue Werke, Soundwave Records LC 8006 • SW 1023, Wien 1992
- Neue Musik aus Österreich, ORF Edition Zeitton LC 5103 • CD 160, Wien 1997
- LichtZeit, Solo-CD, Co-Produktion mit ORF, LC 8202 • EX 409-2, Wien 1999
- The Lublin Concert, Extraplatte, LC 8202 • EX 501-2, Wien 2001
- Koehne-Quartet-Wien, epu 0201, Wien 2001
- Piano project 03, Extraplatte, Wien 2003/4
- Wien – gegen den Strich, Ensemble 20. Jh., Dir.: Peter Burwik, Gramola 98773, Wien 2005
- ORPHEUS 400, Deutscher Musikrat LC 3738 • CYBELE 960.209, Frankfurt/Main 2007
- OrchesterMiniaturen, 40 Jahre ORF/RSO, Wien 2009